# Salvatore Fabrizio
Salvatore Fabrizio, noto anche con lo pseudonimo di Popi Fabrizio (Milano, 30 agosto 1948), è un compositore, paroliere e produttore discografico italiano.

## Biografia
Fratello del noto compositore Maurizio Fabrizio, Salvatore Fabrizio, detto Popi, ha iniziato proprio con il fratello a lavorare nell'ambito musicale fondando il duo Maurizio & Fabrizio.
L'attività nel settore discografico inizia nel settembre 1969 quando, studente di Architettura al 4º anno fuori corso, firma il suo primo contratto discografico con la allora CBS (oggi SONY). L'inizio è fulminante, tanto che la sua prima canzone (Malattia d'amore cantata da Donatello) conquista il primo posto nelle classifiche di vendita.
Nel 1970 partecipa al Festival di Sanremo insieme con il fratello Maurizio ed i Fratelli La Bionda. La canzone è Andata e ritorno.
Una serie di circostanze diverse, però, gli fa capire che il suo posto non è in prima linea bensì dietro il palco.
Abbandona quindi la carriera artistica per quella di produttore e mentre il fratello continua a fare l'autore e scrive alcune tra le più belle canzoni della musica leggera italiana (I migliori anni della nostra vita e Almeno tu nell'universo) tanto per citarne alcune Popi si dedica alla ricerca di nuovi artisti da lanciare nel mondo discografico.
Insieme con il fratello e sotto la direzione di Giancarlo Lucariello, ex produttore dei Pooh, lavora per anni alle produzioni di Riccardo Fogli e Miguel Bosé raccogliendo grandi successi (primi posti in classifica e le vittorie al Festival di Sanremo 1982 e 1983).
In questo periodo scrive anche diverse sigle televisive, la più famosa L'Ape Maja va per l'omonima serie di cartoni per bambini.
Nel 1986 diventa direttore artistico della Polygram (oggi Universal) dove, oltre a realizzare due dischi di Zucchero Fornaciari  (Oro, incenso e birra e Rispetto) e uno di Fabio Concato (Giannutri), lancia, tra gli altri, due nuovi artisti, Rossana Casale e Biagio Antonacci.
Nel 1990 approda alla BMG (ex RCA ed oggi Sony-BMG) sempre con il ruolo di direttore artistico con il compito di scoprire nuovi artisti e questa volta porta al successo i Pitura Freska, ma soprattutto inizia la grande avventura con Giorgia, da lui considerata la sua più bella esperienza artistica ed umana.
Realizza anche i primi provini di Alex Britti e Fabrizio Moro, oltre all'album di esordio dei Tiromancino e dischi di Nada, Scialpi, Mariella Nava e Mario Castelnuovo.
Partecipa anche al lancio di Alex Baroni insieme con Marco Rinalduzzi e Massimo Calabrese.
Nel 1995 in accordo e con i parziali finanziamenti della stessa BMG, fonda la sua etichetta, la PPM, e nei cinque anni che seguono dà il via a nuovi progetti tra i quali quelli di Leandro Barsotti, Ragazzi Italiani e Lisa, terza al Festival di Sanremo 1998.
Nel 2000 ritorna alla composizione e ad una rinnovata e più stretta collaborazione col fratello Maurizio. Tra le musiche composte in questo periodo c'è lo spot musicale ufficiale di Canale 5.
Dopo un viaggio di vacanza in Madagascar nel 2006 dà una svolta alla sua vita, trasferendosi in Kenya con la moglie, fondando una onlus e dedicandosi ad un progetto di solidarietà. Nasce così la KARIBU, Associazione Onlus, che opera nel mezzo della savana per aiutare la gente povera.
Nascono un asilo, una scuola, una piantagione di 70.000 piante di aloe per l'esportazione, arriva l'acqua corrente, arriva l'energia elettrica. Sembra tutto bellissimo, ma nel giro di un anno lo colpiscono prima un infarto che lo costringe a stare a lungo assente dall'Africa e poi l'improvvisa scomparsa della moglie.
Ritornato definitivamente in Italia nel dicembre 2013, riprende a scrivere ed occuparsi di musica ma senza mai dimenticare il progetto africano.
Infatti, in collaborazione con EFSP, l'ente governativo keniota preposto, Popi ha dato il via al programma di adozione scolastica grazie al quale si riesce ad assicurare gratuitamente il supporto scolastico ai bambini di Chakama.
A Dicembre 2022 regala le due scuole costruite al Ministero dell'Istruzione del Kenya e inizia la seconda fase del suo progetto Karibu Chakama, quella dedicata alle scuole Secondarie e ad un Istituto Tecnico con un progetto didattico innovativo, KAMPUS, di cui si può leggere nel sito www.lakaribu.com. Poi strutture dedicate alla Comunità di Chakama tra cui la NEVER ENDING STORY HOUSE, La Casa della Storia Infinita, un inno alla bellezza del senso della nostra vita. È una struttura che ha un'area dedicata alle madri partorienti e un'altra agli anziani poveri, soli, malati. In sintesi chi arriva per affrontare la vita e chi parte dopo averla affrontata. 
Continua nel frattempo a scrivere musica, la voce della sua anima. Lavora alla realizzazione di un Musical pronto nel 2024, un Musical dedicato ai bambini di tutto il mondo e con interpreti dei ragazzi provenienti dal tutto il mondo, scelti tra quelli che gareggiano nei vari Talent tipo THE VOICE KID.

## Composizioni
| Anno | Titolo                    | Autori del testo                      | Autori della musica                             | Interpreti                     |
| ---- | ------------------------- | ------------------------------------- | ----------------------------------------------- | ------------------------------ |
| 1971 | Malattia d'amore          | Luigi Albertelli                      | Salvatore Fabrizio                              | Donatello                      |
| 1973 | Dove il cielo va a finire | Salvatore Fabrizio                    | Maurizio Fabrizio                               | Mia Martini                    |
| 1975 | Questi miei pensieri      | Salvatore Fabrizio e Luigi Albertelli | Maurizio Fabrizio                               | Mia Martini                    |
| 1975 | La mia estate             | Stefano D'Orazio                      | Salvatore Fabrizio                              | Alice                          |
| 1975 | Domani vado via           | Stefano D'Orazio                      | Salvatore Fabrizio                              | Alice                          |
| 1975 | Azzurri orizzonti         | Salvatore Fabrizio                    | Maurizio Fabrizio                               | Maurizio Fabrizio              |
| 1977 | Non mi lasciare           | Salvatore Fabrizio                    | Dario Baldan Bembo                              | Dario Baldan Bembo             |
| 1977 | Libera                    | Luigi Albertelli                      | Salvatore Fabrizio                              | Mia Martini                    |
| 1980 | Cinema                    | Guido Morra e Riccardo Fogli          | Salvatore Fabrizio                              | Viola Valentino                |
| 1980 | Sotto la pioggia          | Guido Morra e Riccardo Fogli          | Salvatore Fabrizio                              | Viola Valentino                |
| 1980 | L'Ape Maja va             | Luigi Albertelli                      | Salvatore Fabrizio                              | Katia Svizzero                 |
| 1982 | Si mi va                  | Guido Morra e Riccardo Fogli          | Salvatore Fabrizio                              | Viola Valentino                |
| 1985 | Addio amor                | Guido Morra                           | Salvatore Fabrizio e Laurex                     | Viola Valentino                |
| 1985 | Ripensando                | Guido Morra                           | Salvatore Fabrizio e Maurizio Fabrizio e Laurex | Viola Valentino                |
| 1985 | Greta                     | Guido Morra                           | Salvatore Fabrizio e Laurex                     | Riccardo Fogli                 |
| 1986 | Sera di dicembre          | Adelio Cogliati e Franco Ciani        | Salvatore Fabrizio e Maurizio Fabrizio          | Anna Oxa                       |
| 1986 | Brividi                   | Guido Morra                           | Salvatore Fabrizio e Maurizio Fabrizio          | Rossana Casale                 |
| 1986 | La verità                 | Guido Morra                           | Salvatore Fabrizio                              | Viola Valentino                |
| 1988 | Non sai fare l'amore      | Paolo Limiti                          | Salvatore Fabrizio                              | Ornella Vanoni                 |
| 2000 | Canale 5                  |                                       | Salvatore Fabrizio                              | sigla televisiva istituzionale |